# 1550'erne
Århundreder: 15. århundrede – 16. århundrede – 17. århundrede
Årtier: 1500'erne 1510'erne 1520'erne 1530'erne 1540'erne – 1550'erne – 1560'erne 1570'erne 1580'erne 1590'erne 1600'erne
År: 1550 1551 1552 1553 1554 1555 1556 1557 1558 1559
Begivenheder
Personer